# Polock
Polock es un grupo español de pop-rock indie procedente de Valencia.

## Historia
La banda fue fundada por Papu Sebastián en el año 2007 en Valencia con la incorporación de Marc, Paul, Alberto y Sebas. Su mezcla de rock de influencias clásicas con ritmos más actuales y bailables no pasó mucho tiempo desapercibida, y solamente con su primer EP editado consiguieron entrar en el cartel del Primavera Sound, apoyados por su premio a la mejor banda emergente otorgado por la revista Mondo Sonoro. Poco después, en el 2009, fichan por el popular sello independiente Mushroom Pillow, con el que dos años más tarde editan su primer LP, Getting Down the Trees, grabado en Berlín. Este primer disco ya apuntaba la proyección internacional que tendría la banda fuera de España, y era etiquetado por la BBC como "una mezcla entre el sonido de Phoenix y The Strokes". El disco se edita en una decena de países, y permite a la banda realizar su primera gira internacional, que les llevó a Norteamérica o a llenar conciertos en Japón. En el 2011, el disco lograba el premio a la mejor producción en los Premios MIN de la música independiente. También podemos destacar que su sencillo Faster Love fue incluido en la película española Tres metros sobre el cielo.
Su segundo trabajo, editado también por Mushroom Pillow, es el que supuso su consagración. Rising Up estuvo producido por Papu Sebastián y Fernando Boix y mezclado por Dave McNair (habitual de David Bowie, Bob Dylan o Beck), y su sencillo Everlasting les hizo conocidos en todo el mundo al ser incluida en el videojuego FIFA 15. Otro tema del disco, Hockney formó parte de la banda sonora de la serie estadounidense Royal Pains.
El año 2016 supone grandes cambios en la banda. Dos de sus miembros originales (Alberto y Sebas) abandonan el grupo, y el trío restante (Papu, Marc y Pablo) firma con Sony Music, con quien lanzarán su tercer disco, Magnetic Overload, en el 2017. Un trabajo nuevamente producido por Papu Sebastián y Fernando Boix, quedando la masterización a cargo de Brian Lucey (que ha trabajado con bandas como Arctic Monkeys). Se trata de un trabajo más analógico y personal, que sus autores definían como "el más personal hasta la fecha". Su sencillo Oh I Love You les devuelve al candelero, y confirma a la banda como una de las punteras del rock independiente del país, como confirma su paso año tras año por todos los festivales más importantes de la geografía nacional.

## Discografía

### Álbumes
| Año  | Álbum                  | Discográfica    |
| 2010 | Getting down the trees | Mushroom Pillow |
| 2014 | Rising Up              | Mushroom Pillow |
| 2017 | Magnetic Overload      | Sony Music      |
| 2020 | Romance                | Faster Love     |

### EPs
| Año  | Álbum  | Discográfica |
| 2008 | Polock | Indie Pop    |

### Sencillos
| Año  | Álbum         | Discográfica    |
| 2011 | Fireworks     | Mushroom Pillow |
| 2016 | Everlasting   | Mushroom Pillow |
| 2017 | Roll the Dice | Sony Music      |
| 2017 | Oh I Love You | Sony Music      |
| 2019 | No Te Atreves | Faster Love     |